# Сан-Чезаріо-ді-Лечче
Сан-Чезаріо-ді-Лечче (італ. San Cesario di Lecce, сиц. San Cesariu) — муніципалітет в Італії, у регіоні Апулія, провінція Лечче.
Сан-Чезаріо-ді-Лечче розташований на відстані близько 510 км на схід від Рима, 145 км на південний схід від Барі, 6 км на південь від Лечче.
Населення — 8324 особи (2014).
Покровитель — San Cesario.

## Демографія
Населення за роками:

Станом на 1 січня 2023 року в муніципалітеті офіційно проживало 337 іноземців з 37 країн, серед них 56 громадян країн Євросоюзу та 3 громадяни України.

## Сусідні муніципалітети
- Кавалліно
- Лечче
- Лекуїле
- Сан-Донато-ді-Лечче